# Hits Tour
Hits Tour è un tour di Giusy Ferreri realizzato nel 2016 per promuovere la raccolta Hits.

## Storia
Il tour promozionale dell'album raccolta Hits ha inizio l'8 maggio 2016 presso La Città del Teatro di Cascina (Pisa), per proseguire, all'Auditorium Parco della Musica di Roma, al Barclays Teatro Nazionale di Milano, all'Arenile di Bagnoli di Napoli, e ad altre trentasette piazze italiane, per chiudersi il 29 novembre a Tirana, in occasione dell'Albania National Day, per un totale di 42 date.
Il tour tocca 12 regioni italiane, ossia Lombardia, Veneto, Toscana, Marche, Lazio, Abruzzo, Molise, Campania, Puglia, Calabria, Sicilia e Sardegna, ed uno stato estero.

## Date
| Data              | Città                               | Regione   | Luogo                                                                  |
| ----------------- | ----------------------------------- | --------- | ---------------------------------------------------------------------- |
| 08 maggio 2016    | Cascina (Pisa)                      | Toscana   | La Città del Teatro                                                    |
| 10 maggio 2016    | Roma                                | Lazio     | Auditorium Parco della Musica                                          |
| 12 maggio 2016    | Milano                              | Lombardia | Barclays Teatro Nazionale                                              |
| 21 maggio 2016    | Napoli                              | Campania  | Arenile di Bagnoli                                                     |
| 02 giugno 2016    | Formia (Latina)                     | Lazio     | Piazza Enrico Mattei                                                   |
| 03 giugno 2016    | Sant'Omero (Teramo)                 | Abruzzo   | Piazza Roma                                                            |
| 05 giugno 2016    | Nola (Napoli)                       | Campania  | Località Cinquevie                                                     |
| 06 giugno 2016    | Gravina di Puglia (Bari)            | Puglia    | Piazza Pelliciari                                                      |
| 11 giugno 2016    | Striano (Napoli)                    | Campania  | Area Commerciale                                                       |
| 12 giugno 2016    | Montefalcone nel Sannio (Isernia)   | Molise    | Piazza Orto la Corte                                                   |
| 14 giugno 2016    | Ortanova (Foggia)                   | Puglia    | Piazza Pietro Nenni                                                    |
| 17 giugno 2016    | Venafro (Isernia)                   | Molise    | Piazza Salvo d’Acquisto                                                |
| 02 luglio 2016    | Frosinone                           | Lazio     | Centro Commerciale Le Sorgenti                                         |
| 03 luglio 2016    | Padova                              | Veneto    | Prato della Valle (Live show all'interno del Festival Show)            |
| 04 luglio 2016    | Buccino (Salerno)                   | Campania  | Piazza Annunziata                                                      |
| 11 luglio 2016    | Ghilarza (Oristano)                 | Sardegna  | Piazza San Palmerio                                                    |
| 16 luglio 2016    | Marcianise (Caserta)                | Campania  | Mc Arthur Designer Outlet                                              |
| 17 luglio 2016    | Artena (Roma)                       | Lazio     | Parco                                                                  |
| 21 luglio 2016    | Firenze                             | Toscana   | Piazzale Michelangelo (Live show all'interno del Radio Bruno Estate)   |
| 22 luglio 2016    | Roma                                | Lazio     | Porte di Roma                                                          |
| 23 luglio 2016    | Solofra (Avellino)                  | Campania  | Piazza Mercato (PlayGround Festival)                                   |
| 24 luglio 2016    | Lecce                               | Puglia    | Piazza Sant'Oronzo (Live show all'interno del Radionorba Battiti Live) |
| 29 luglio 2016    | Fiumicino (Roma)                    | Lazio     | Porto Turistico                                                        |
| 31 luglio 2016    | Torrenova (Messina)                 | Sicilia   | Piazza Mare                                                            |
| 01 agosto 2016    | Volturara Irpina (Avellino)         | Campania  | Piazza Roma                                                            |
| 06 agosto 2016    | Noventa di Piave (Venezia)          | Veneto    | Mc Arthur Glen Designer Outlet                                         |
| 08 agosto 2016    | Vignanello (Viterbo)                | Lazio     | Piazza Cesare Battisti                                                 |
| 09 agosto 2016    | Nocelleto di Carinola (Caserta)     | Campania  | Piazza Alberata                                                        |
| 13 agosto 2016    | Cittanova (Reggio Calabria)         | Calabria  | Piazza Tommaso Campanella                                              |
| 14 agosto 2016    | Vallata (Avellino)                  | Campania  | Piazza San Bartolomeo                                                  |
| 16 agosto 2016    | Dorgali (Nuoro)                     | Sardegna  | Campo Sportivo                                                         |
| 17 agosto 2016    | Porto Cervo (Sassari)               | Sardegna  | Piazza Centrale                                                        |
| 20 agosto 2016    | Carpino (Foggia)                    | Puglia    | Piazza del Popolo                                                      |
| 23 agosto 2016    | Carsoli (L'Aquila)                  | Abruzzo   | Piazza della Libertà                                                   |
| 24 agosto 2016    | Castrocielo (Frosinone)             | Lazio     | Piazza Salvo d'Acquisto                                                |
| 09 settembre 2016 | Gonzaga (Mantova)                   | Lombardia | Fiera Millenaria                                                       |
| 12 settembre 2016 | San Clemente di Galluccio (Caserta) | Campania  | Piazza Umberto I                                                       |
| 18 settembre 2016 | Porto Potenza Picena (Macerata)     | Marche    | Piazzale Artigianato                                                   |
| 22 settembre 2016 | San Vito Lo Capo (Trapani)          | Sicilia   | Piazza Santuario (Cous Cous Fest)                                      |
| 24 settembre 2016 | Marina di Casalvelino (Salerno)     | Campania  | Piazza Grandi                                                          |
| 25 settembre 2016 | Pianopoli (Catanzaro)               | Calabria  | Campo Sportivo                                                         |
| 29 novembre 2016  | Tirana                              | Albania   | Piazza Madre Teresa                                                    |

### Date cancellate
Per motivi tecnici:
- Sicilia: 16 maggio 2016 - Palermo, Teatro Politeama Garibaldi'[4]